# Lista de personagens de A Grande Família

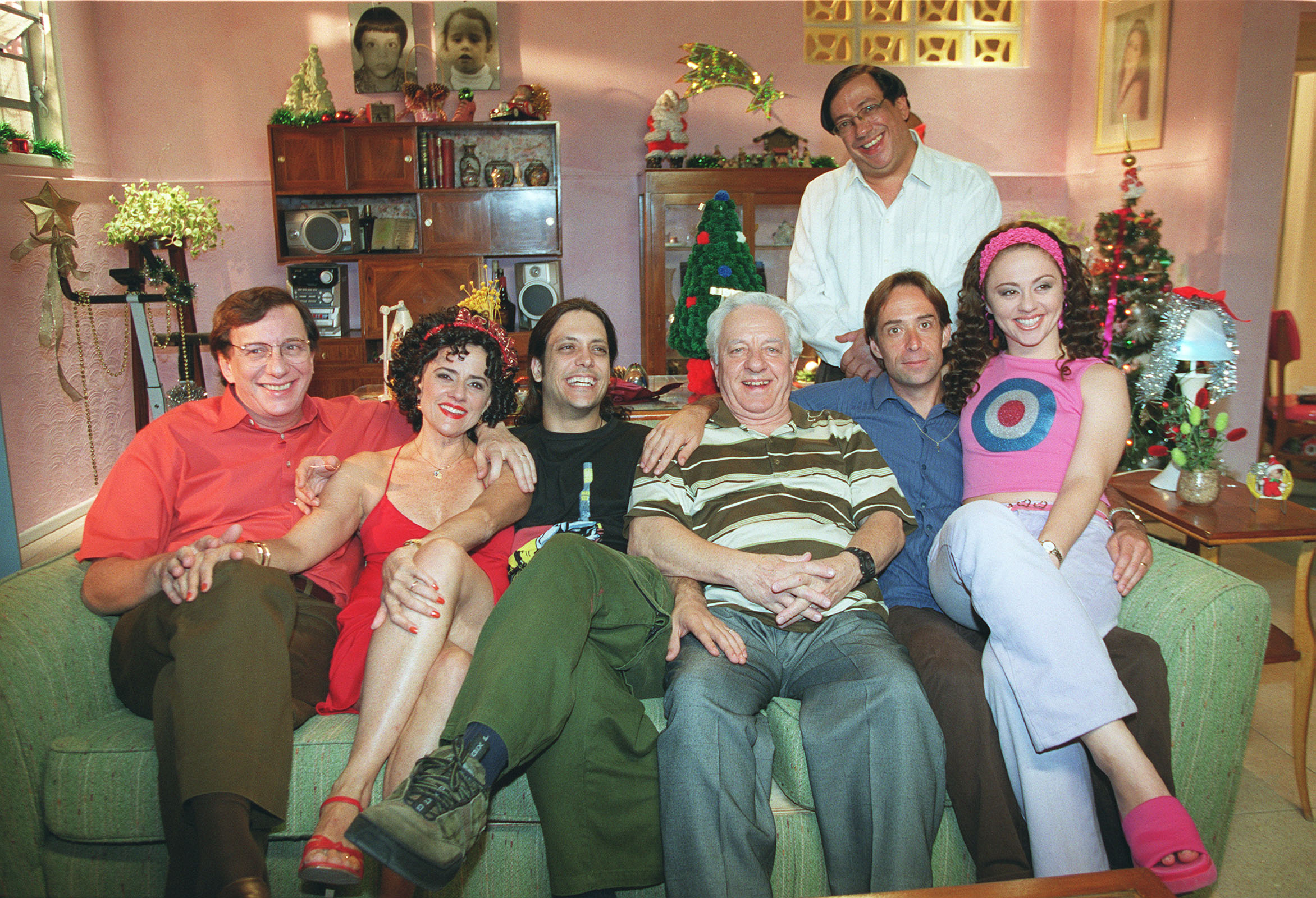
Elenco da sitcom em 2001

Esta é uma lista dos personagens e seus respectivos intérpretes da sitcom A Grande Família.

## Descrição dos personagens

### Principais
- Lineu Silva (Marco Nanini) - Chefe da Família Silva. Fiscal sanitário responsável e turrão, leva seu trabalho a sério, sendo até um tanto neurótico. Tem certa autoridade sobre os outros funcionários e é mais responsável que muitos gerentes da repartição. Casado com Nenê, por quem zela e tem um extremo carinho e amor, e apresenta ciúmes, principalmente em se tratando das aproximações do Beiçola. É pai do Tuco e da Bebel e tem como genro o taxista Agostinho, que vive o amolando e pedindo dinheiro emprestado ou algum préstimo de serviço. É torcedor do Fluminense Football Club.
- Irene Souza e Silva (Dona Nenê) (Marieta Severo) - Esposa de Lineu, filha do Seu Flor e mãe de Bebel e Tuco, é uma perfeita dona-de-casa e mãe dedicada e super protetora. Amada por todos, vivendo sempre para a família e sempre disposta a ajudar o próximo, Dona Nenê faz o possível para manter a paz no seu lar e quando ocorre uma briga, ela é sempre a primeira a tentar acalmar os ânimos. A melhor amiga de Nenê é a desbotada cabeleireira Marilda, a quem Nenê está sempre dando conselhos. Dona Nenê é especialista em preparar cozido, que se tornou o prato oficial dos Silva.
- Maria Isabel Silva Carrara (Bebel) (Guta Stresser) - É a filha mais velha e problemática, é constante fonte de aborrecimentos para os pais. Mimada, escandalosa e ás vezes até meio exagerada, passou muito tempo vivendo a sombra de Lineu e Nenê. Bebel é casada com Agostinho Carrara que ela costuma chamar carinhosamente de "Tinho" ou "Neguinho". Apesar de se amarem muito, os dois vivem brigando e já tiveram sua relação abalada diversas vezes. Outro com quem Bebel vive às turras é o seu irmão Tuco. Bebel e Agostinho são pais de Florianinho.
- Agostinho Carrara (Pedro Cardoso) - Marido de Bebel, é simpático, falastrão e mentiroso, tendendo tanto a ajudar as pessoas por conta de sua humilde infância, como aplicar golpes para se favorecer. Veste-se de maneira exageradamente garbosa, combinando camisas listradas com calças xadrez, ou camisas de bolinhas com calças de cores berrantes. Seu emprego mais recorrente é de taxista, e também foi o vereador mais bem votado da história. Ele é um homem de bom coração e a família reconhece o quão carente e desamparado ele é e sempre tentam apoiá-lo.
- Artur Silva (Tuco) (Lúcio Mauro Filho) - Filho caçula de Lineu e Nenê e dono de um espírito jovem, Tuco é um eterno jovem adolescente, está sempre à procura de novas paqueras. É relaxado e não gosta de trabalhar, vivendo na dependência de seus pais, os quais o cobram de conseguir um emprego decente. Às vezes, Tuco acaba arranjando uma forma ou outra de arrumar dinheiro facilmente. Já foi visto realizando vários bicos e empregos diferentes, como entregador de pizza, lixeiro, faxineiro e mais recentemente, DJ. Seu time é o Flamengo.
- Floriano "Seu Flor" Souza (Rogério Cardoso) - Pai de Nenê, mora com a família Silva, sendo sustentado pelos esforços financeiros de seu genro Lineu. Um típico aposentado que quer apenas viver uma vida tranquila e não incomodar ninguém, mas que frequentemente entra em atrito com Agostinho, já que facilmente perde a paciência com o jeito atrapalhado e folgado do mesmo e ainda tem de aturar suas soluções nada convencionais que geralmente colocam o velho senhor na pior. Tem como principal companhia o neto Tuco que por um tempo divide o quarto com o avô, e os dois aproveitam sua condição de solteiros para se abster dos problemas enfrentados pelos casais da família. Mesmo já sendo viúvo e sabendo lidar bem com a solteirice, Seu Floriano vez ou outra arranja uma namorada, o que as vezes causa certas preocupações à sua amada filha Nenê, além de ser bastante amigo de Beiçola, com quem costuma conversar na pastelaria, apesar de não suportar a ideia deste ser apaixonado por Nenê e sempre discordar deste quando está do lado de Agostinho em qualquer situação. Seu Floriano é personagem fixo da série apenas até 2003, na terceira temporada, ano do falecimento de seu intérprete Rogério Cardoso.
- Florianinho Carrara (Vinícius Moreno) - Filho de Bebel com Agostinho que nasce durante a série e após algumas temporadas é mostrado já crescido, como uma criança/pré-adolescente que herdou a malandragem de seu pai e o gênio mimado de sua mãe. Nem sempre se mostra um garoto obediente e vive tentando se safar dos problemas em que se envolve, além de não ter o costume de chamar o pai de "pai", geralmente se referindo a este por Agostinho, já que tem certas dúvidas sobre a paternidade deste. Seu nome é uma homenagem a seu bisavô "Seu Flor" e ele é um neto bastante amado por seus avós.
- Marilda Maria Palmeira (Andrea Beltrão) - Dona do salão de beleza da vizinhança, Marilda é alta, magra, desbocada e um tanto atrapalhada. É a melhor amiga de Nenê, que dá a ela vários conselhos, principalmente amorosos. Marilda é estimada na faixa entre os 35-45 anos e é solteira, assim, tem medo de ficar "encalhada". É uma fumante compulsiva. Às vezes tenta parar de fumar, mas sempre tem recaídas devido a seu nervosismo e ansiedade. Apesar de se sentir sem sorte no amor e como ela mesmo diz ter "dedo podre" pra escolher homens, Marilda tem alguns pretendentes, como Mendonça, Paulão, e durante um tempo até o próprio Tuco, mas ela acha todos imprestáveis e costuma perder a paciência quando estes a estão paquerando. Às vezes dá sorte de arranjar algum namorado e se mostra um tanto desencanada. Em certo ponto da história, Bebel passa a trabalhar em seu salão de cabeleireira.

### Secundários ou de suporte
- Beiçola (Abelardo Taubaté) (Marcos Oliveira) - O dono da pastelaria do bairro, a qual herdou dos pais. Barrigudo, de cabelo chanel e óculos, geralmente traja uma camisa social de mangas curtas. Descendente de portugueses, costuma ser escandaloso quando se irrita. Apesar disso é medroso e um tanto inseguro e tímido. É também conhecido por ser fofoqueiro e extremamente pão duro e mesquinho, não permitindo que comprem fiado em seu estabelecimento. Foi amigo de infância de Lineu, responsável por ter lhe dado apelido de "Beiçola". Beiçola também é proprietário da casa vizinha ao dos Silva e que mais tarde viria a alugar para Agostinho e Bebel, tornando-se senhorio deles. Beiçola também está sempre em atrito com Agostinho (por ele não pagar o aluguel em dia) ou com Tuco, Paulão e Seu Flor (até a morte deste), por eles sempre tentarem lhe passar a perna para comerem pastel de graça. É também é um eterno apaixonado pela Dona Nenê e apesar desta ser casada, Beiçola parece ignorar este fato e aproveita oportunidades para ter momentos a sós com a inocente dona-de-casa, o que lhe gera contratempos com Lineu. Filho de seu Salvador e da falecida dona Etelvina, transformou a mãe em seu alter-ego e quando perde o controle mental, se veste e age exatamente como ela fazia (cabelo branco com um coque e um vestido de típico de vovós, além de óculos "fundo de garrafa", e carregando um rolo de amassar pão, geralmente atacando os outros), assim como Lineu, é torcedor do Fluminense Football Club. Beiçola também é advogado por formação e por isso é sempre contratado (geralmente por Agostinho) para resolver algum caso. Quando está exercendo advocacia, detesta ser chamado pelo apelido, preferindo que o chamem de "Dr. Abelardo".
- Mendonça (José Carlos Mendonça) (Tonico Pereira) - É um dos gerentes da repartição onde Lineu trabalha, sendo também seu chefe. Mendonça tem um enorme carinho e admiração por seu funcionário e melhor amigo, chamando-o carinhosamente de "Lineuzinho". É torcedor do Goytacaz Futebol Clube, tradicional clube da cidade de Campos dos Goytacazes, sua cidade natal. É festeiro e mulherengo, adora uma boa farra entre os amigos do trabalho, e é um tanto desleixado e preguiçoso para com seu serviço. Nota-se que Lineu é mais responsável que seu próprio chefe e muitas vezes acaba ajudando ou fazendo o trabalho de Mendonça. Durante um tempo, Lineu chegou a ser seu supervisor. Em temporadas posteriores, perdeu o cargo devido à sua péssima administração e passou a ser funcionário da repartição, assim como o amigo. Cheio de amor pra dar, Mendonça é apaixonado por Marilda, com quem já foi casado, e vive tentando reconquistá-la, chamando-a carinhosamente de "Marildinha". Ela, de contrapartida, não gosta de tê-lo por perto, pelo fato de que Mendonça já esteve envolvido com várias mulheres e já a passou pra trás várias vezes.
- Paulão da Regulagem (Paulo Wilson) (Evandro Mesquita) - É um mecânico de automóveis que abre uma oficina no bairro, onde Lineu e outros moradores da vizinhança costumam levar seus carros para conserto. Geralmente está trajando uma camiseta velha, um casaco do mesmo conjunto que sua calça e um tênis velho. Usa sempre uma corrente de ouro e tem um bigode. É um tipo bonachão, canastrão, com uma certa "malandragem brasileira" estereotipada. Faz serviços malfeitos e desleixados, mas sempre contorna a situação e acaba recebendo pelos serviços. Mulherengo, Paulão também se acha um bom partido e gosta de paquerar mulheres, principalmente a Marilda, a qual chama erroneamente de "Marilza". Não é muito culto, e costuma errar na ortografia e na colocação de palavras quando fala, como quando chama Dona Nenê de "Dona Neném", sendo esta sua marca registrada. Por ser atraído por Marilda, Paulão tem uma certa rivalidade com Mendonça. Em suas primeiras aparições, era casado com uma mulher fútil chamada Suzete, a qual Marilda apelidou de "sucuri". Paulão possui um irmão gêmeo, Fábio (também interpretado por Mesquita), quase idêntico em aparência, porém totalmente oposto a ele em estilo e personalidade, uma vez que Fábio é gay (sendo consequentemente afeminado), não usa nenhum tipo de bigode ou barba e é bastante enojado.
- Gina (Maria Angelina Carvalho) (Natália Lage) - Uma mulher mimada de classe alta, filha do dono de um restaurante, que alternava relacionamentos entre Tuco e seu amigo Fumaça.
- Dona Abigail (Márcia Manfredini) - É a superintendente do bairro, e secretária-mor do Clube Paivense. É uma senhora na faixa dos 50 anos de idade, típica burguesa. Veste-se com formais e finos vestidos sociais, usando batom avermelhado e um óculos estilo anos 60, deixando-a com um ar intelectual e superior. É arrogante, prepotente, rabugenta, fofoqueira e adora cobrar os outros, sendo Agostinho o alvo preferencial das suas broncas, já que ele vive saindo pela tangente e sempre tem dívidas com Beiçola. Por esta razão, Abigail, apesar de um tanto respeitada, é constantemente evitada por Bebel. Costuma entrar em atrito com Lineu, temendo perder sua posição para este, além de nutrir inveja de Dona Nenê por ser muito querida pelos demais vizinhos devido a esta ser prestativa e muito bondosa, o que faz com que Abigail seja uma rival que sempre tenta passar a perna na dona-de-casa, assim também comprando a briga contra Bebel e Tuco (principalmente contra Bebel que sempre tenta defender sua mãe). Foi apaixonada por Beiçola, e em certo ponto da história, começa a namorar com ele, o que em certas ocasiões promove a paz entre ela e Nenê e sua família.
- Genílson (William Guimarães ) - assistente de Beiçola e seu empregado na pastelaria. Foi um personagem recorrente entre as temporadas de 2005 e 2012. No episódio "A Pagadora de Promessas" é revelado que já foi motorista de ônibus, além de seu apelido: "Beiçolinha".
- Juvenal Souza (Tio Mala) (Francisco Milani) - Irmão mais novo de Seu Flor que aparece na série após o falecimento deste, a fim de cobrir a falta do personagem. Aparece primeiramente sendo deixado na casa da família por duas primas folgadas de Nenê (as irmãs Ivete e Odete) a fim de que ela cuide dele no lugar delas, mas como Juvenal é um velho ranzinza com mania de xingar as pessoas (chamando-as de "imbecis") e dar respostas atravessadas, acaba recebendo de Lineu (que reprova a ideia de ter de cuidar dele e é o principal alvo de suas implicações) o apelido de Tio Mala, o mesmo é copiado por todos, exceto por Nenê, que continua o chamando por seu nome. Tem uma atitude de moleque mimado, sempre exigindo as coisas à sua maneira, além de ser um tanto surdo e só atender ás perguntas dos outros após três repetições da mesma pergunta. Por Agostinho e Bebel já não morarem mais lá quando ele se muda para a casa de Lineu e Nenê, passa a ocupar o quarto que antigamente era do casal. Em nenhum momento é citada nenhuma família descendente de Juvenal além de nenhuma esposa (a relação de Juvenal com Ivete e Odete inicialmente sugere que estas sejam filhas dele, mas logo elas também se referem a ele como tio delas), o que sugere que possivelmente é um solteirão. O personagem se torna recorrente entre a terceira e quinta temporadas (2003-2005), até seu intérprete Francisco Milani falecer em 2005.
- Glória Rosa e Silva (Laura Cardoso) - A mãe de Lineu, com quem este perdeu contato aos dez anos de idade. É cantora de boleros, o que nunca foi bem visto pelo marido Horácio, que separou-se dela após descobrir que Glória estava envolvida com um cantor com qual trabalhava. Depois disso, Lineu nunca mais viu a mãe e acreditou que ela havia lhe abandonado, devido a algumas mentiras contadas pelo pai. Dona Glória foi encontrado por Tuco na internet, pois Lineu descobriu que precisava da assinatura da mãe para poder regularizar a casa em que mora, pois metade da residência pertencia à Glória. Depois desse reencontro, ele perdoou a mãe e Dona Glória passou um tempo morando com a família Silva. Alegre e extrovertida, Dona Glória nem de longe parece ser mãe de Lineu. Ela gosta de curtir a vida, ir a festas a noite, jogar sinuca, beber cerveja e é torcedora fanática do Flamengo, enquanto Lineu torce para o Fluminense. Deu-se muito bem com toda a família, mas devido ao seu jeito "malandro" e "espevitado", ficou muito próxima do neto Tuco e de Agostinho. Algumas de suas aventuras e estripulias deram bastante dor de cabeça ao filho Lineu. Foi uma personagem recorrente na 11.ª temporada, mas não apareceu em temporadas posteriores e não foi mais mencionada, o que leva a crer que já esteja falecida.
- Pajé Murici (Luís Miranda) - Um metódico vidente e cartomante do bairro que costuma ter previsões infalíveis do futuro e alerta a família para se prevenir das situações desesperadas e desastrosas. Torna-se amigo próximo da família, principalmente de Agostinho e Nenê, que sempre pede conselhos a ele. Passa a trabalhar como taxista na Carrara Táxis Carrara, junto com Tuco e Paulão
- Danielle da Padaria (Nina Morena) - Uma atraente e sensual moça que trabalha na padaria do bairro e possui interesse amoroso em Agostinho, que muitas vezes cai em seus encantos apesar de se manter fiel a Bebel, que nutre certa repulsa da moça que insiste em paquerar seu marido. É alvo da paixão de Paulão, mas vive lhe dando foras e rejeitando seu amor. Costuma se aproveitar do amor do mecânico para se aproximar de Agostinho ou para levar vantagem.

## Algumas participações especiais
- Lília Cabral como Margot "Pereba", falsa amiga de Nenê dos tempos de colégio, apaixonada por Lineu.
- Miguel Falabella, pastor corrupto e cleptomaníaco da igreja em que Agostinho tenta entrar ("Quem Nunca Pecou que Atire a Primeira Pedra")
- Cláudia Raia como Vânia Lira, cantora que se envolve por Tuco. ("Não Fuja da Raia")
- Tony Ramos como Lineu Silva (último episódio)[1]
- Glória Pires como Irene "Nenê" Souza Silva (último episódio)
- Déborah Secco como Maria Isabel "Bebel" Silva Carrara (último episódio)
- Marcelo Adnet como Arthur "Tuco" Silva (último episódio)
- Lázaro Ramos como Agostinho Carrara (último episódio)
- Luana Piovani como Lurdinha (último episódio)
- Alexandre Borges como Paulão da Regulagem (último episódio)
- JP Rufino como Florianinho da Silva Carrara (último episódio)
- Daniel Filho como ele mesmo (diretor do seriado) (último episódio)
- Andréa Beltrão como Marilda (último episódio)
- Fátima Bernardes como ela mesma (último episódio)

## Árvore genealógica
No decorrer do programa, diversos atores fizeram participações especiais, onde seus personagens mostraram algum grau de parentesco com os personagens fixos da série. Na árvore genealógica abaixo não estão incluídos:
- Parentes como as primas de Governador Valadares: Ivete (Eliana Fonseca), Odete (Cristina Pereira)[3] e Isaura (Laura Cardoso)[4], já que não se sabe de quem elas são filhas. Só se sabe que as três possuem uma ligação com a Nenê.
- Personagens como Beiçola, Marilda, Mendonça e outros que são apenas amigos e colegas da família, mas que não possuem nenhum parentesco com A Grande Família.

Vale lembrar que essa árvore é relacionada até a 11ª temporada e que os nomes masculinos estão em azul, enquanto os femininos estão em vermelho. 

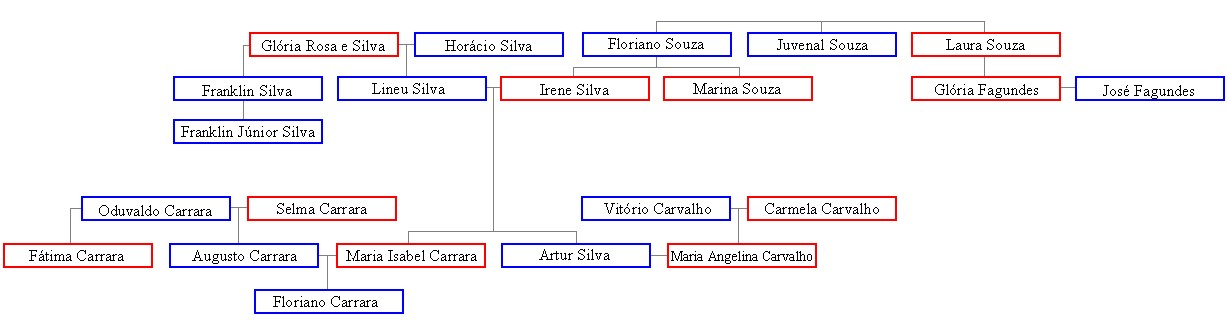
Árvore Genealógica da Família Silva

- Horácio Silva, pai de Lineu, sogro de Nenê, avô de Bebel e Tuco, bisavô de Florianinho, interpretado por Marco Nanini.[5]
- Glória Rosa e Silva, mãe de Lineu, sogra de Nenê, avó de Bebel e Tuco, bisavó de Florianinho, interpretada por Laura Cardoso.[6]
- Lineu Silva, patriarca da família Silva, interpretado por Marco Nanini e por Miguel Arraes.
- Franklin Silva, irmão mais novo do Lineu, tio de Bebel e Tuco, tio-avô de Florianinho. Interpretado por Pedro Paulo Rangel.[7]
- Franklin Silva Júnior, filho de Frank, sobrinho de Lineu, primo de Bebel e Tuco, primo-tio de Florianinho, interpretado por Latino.[8]
- Floriano Souza, pai de Nenê, sogro de Lineu, avô de Bebel e Tuco, bisavô de Florianinho, interpretado por Rogério Cardoso.[9]
- Lais Souza, mãe de Nenê, sogra de Lineu, avó de Bebel e Tuco, bisavó de Florianinho, interpretada por Marieta Severo.[10]
- Irene Silva (dona Nenê), matriarca da família Silva interpretada por Marieta Severo.
- Juvenal Souza, tio de Nenê, tio-avô de Bebel e Tuco, tio-bisavô de Florianinho, interpretado por Francisco Milani.[11]
- Laura Souza, mãe da Glorinha, tia de Nenê, tia-avó de Bebel e Tuco, tia-bisavó de Florianinho. Ela mora em Governador Valadares e ainda não apareceu, mas já foi citada por Nenê no episódio "As malas da prima Glorinha". Nenê a chama de tia Laurita, mas é bem possível que esse seja um apelido carinhoso para Laura. Possivelmente é mãe de Ivete e Odete.
- Marinha, avó de Nenê e Glorinha, bisavó de Bebel e Tuco, trisavó de Florianinho. Ela ainda não apareceu, mas já foi citada por Glorinha no episódio "As malas da prima Glorinha".
- Glória Fagundes (Glorinha), prima de Nenê, "primeira prima uma vez removida" de Bebel e Tuco, "primeira prima duas vezes removida" de Florianinho, interpretada por Bianca Byington.[12]
- José Fagundes, casado com Glorinha. Empresário acusado de corrupção que foge do país com outra mulher.
- Marina Souza, meia-irmã paterna de Nenê, meia-cunhada de Lineu, meia-tia de Bebel e Tuco, meia-tia-avó de Florianinho, interpretada por Camila Pitanga.[13]
- Maria Isabel Carrara (Bebel), filha primogênita de Lineu e Nenê, e matriarca da família Carrara, interpretada por Guta Stresser.
- Augusto Carrara (Agostinho), patriarca da família Carrara e genro de Lineu e Nenê, interpretado por Pedro Cardoso.
- Oduvaldo Carrara, pai de Agostinho, sogro de Bebel, avô de Florianinho, interpretado por Francisco Cuoco.[14]
- Selma Carrara, mãe de Agostinho, sogra de Bebel, avó de Florianinho, interpretada por Betty Faria.[15]
- Floriano Carrara, filho de Agostinho e Bebel, interpretado por Vinícius Moreno.[16]
- Fátima Carrara, meia-irmã paterna de Agostinho, meia-tia de Florianinho, interpretada por Fabíula Nascimento.[17]
- Artur Silva (Tuco), filho caçula de Lineu e Nenê, ex-noivo de Gina. Interpretado por Lúcio Mauro Filho.
- Maria Angelina Carvalho (Gina), ex-noiva de Tuco, interpretada por Natália Lage.
- Vitório Carvalho, pai da Gina, interpretado por Giulio Lopes.
- Carmela Carvalho, mãe da Gina, interpretada por Ângela Dip.